# Diocesi di Zhengding
La diocesi di Zhengding (in latino: Dioecesis Cemtimensis) è una sede della Chiesa cattolica in Cina suffraganea dell'arcidiocesi di Pechino attualmente vacante. Nel 1948 contava 52.000 battezzati su 4.000.000 di abitanti.

## Territorio
La diocesi comprende parte della provincia cinese dello Hebei.
Sede vescovile è la città di Zhengding (facente parte dell'area metropolitana di Shijiazhuang). Nel villaggio di Wuqiu, paese natale del vescovo Julius Jia Zhiguo, si trova la cattedrale "clandestina" di Cristo Re, mentre a Shijiazhuang si trova la cattedrale "ufficiale" dell'Immacolata Concezione.

## Storia
Il vicariato apostolico di Pechino occidentale fu eretto il 30 maggio 1856 con il breve Pastorum principis di papa Pio IX, ricavandone il territorio dalla soppressa diocesi di Pechino (oggi arcidiocesi).
Successivamente assunse il nome di "vicariato apostolico di Ce-li sud-occidentale".
Il 15 aprile 1924 cedette una porzione di territorio a vantaggio dell'erezione della prefettura apostolica di Lixian (oggi diocesi di Anguo).
Il 3 dicembre 1924 mutò nome in favore di vicariato apostolico di Chengtingfu in forza del decreto Vicarii et Praefecti della Congregazione di Propaganda Fide.
Nel 1929 e nel 1933 cedette altre porzioni di territorio a vantaggio dell'erezione delle prefettura apostoliche di Zhaoxian (oggi diocesi) e di Shundefu (oggi diocesi di Xingtai).
L'11 aprile 1946 il vicariato apostolico è stato elevato a diocesi con la bolla Quotidie Nos di papa Pio XII.
L'8 febbraio 1981 è stato ordinato vescovo "clandestino" il sacerdote Julius Jia Zhiguo, di 44 anni d'età; uomo stimato e «figura-chiave della Chiesa cinese per la sua fermezza nella fede e per la sua chiara posizione riguardo alla vita di fede e alla politica», è stato più volte arrestato dalla polizia; l'ultima sua scarcerazione risale al 7 luglio 2010. In questa occasione, il cardinale prefetto della Congregazione per l'Evangelizzazione dei Popoli, Ivan Dias, a nome di papa Benedetto XVI, ha fatto pervenire a monsignor Jia Zhiguo un messaggio di stima e di augurio.
Il 21 maggio 1989 fu ordinato vescovo "ufficiale" di Shijiazhuang (diocesi creata dal governo cinese occupando parte di quella di Zhengding) il sacerdote Paul Jiang Taoran, il quale in seguito sembra abbia chiesto ed ottenuto da papa Benedetto XVI la legittimazione. Non potendoci però essere due ordinari titolari nella medesima circoscrizione ecclesiastica, sembra che Jiang Taoran abbia accettato l'autorità di Jia Zhiguo, ritirandosi dal ministero. Paul Jiang Taoran è deceduto il 15 novembre 2010.

## Cronotassi dei vescovi
Si omettono i periodi di sede vacante non superiori ai 2 anni o non storicamente accertati.
- Jean-Baptiste Anouilh, C.M. † (14 dicembre 1858 - 18 febbraio 1869 deceduto)
- François-Ferdinand Tagliabue, C.M. † (22 giugno 1869 - 5 agosto 1884 nominato vicario apostolico di Ce-li settentrionale)
- Jean-Baptiste-Hippolyte Sarthou, C.M. † (16 gennaio 1885 - 6 giugno 1890 nominato vicario apostolico di Ce-li settentrionale)
- Jules Bruguière, C.M. † (28 luglio 1891 - 19 ottobre 1906 deceduto)
- Jules-Auguste Coqset, C.M. † (3 maggio 1907 - 4 febbraio 1917 deceduto)
- Jean de Vienne de Hautefeuille, C.M. † (2 aprile 1917 succeduto - 2 aprile 1919 nominato vicario apostolico coadiutore di Ce-li settentrionale)
- Franciscus Hubertus Schraven, C.M. † (16 dicembre 1920 - 9 ottobre 1937 deceduto)
- Job Chen Chi-ming, C.M. † (5 gennaio 1939 - 10 giugno 1959 deceduto)
  - Sede vacante
  - Andrew Liu An-zhi, C.M. † (24 gennaio 1962 consacrato - 1970 ? deceduto) (vescovo ufficiale)
  - Paul Jiang Taoran † (21 maggio 1989 consacrato - 15 novembre 2010 deceduto) (vescovo ufficiale)
  - Julius Jia Zhiguo, consacrato l'8 febbraio 1981 (vescovo clandestino)
  - Paulus Dong Guan-hua, dal settembre 2016 (vescovo clandestino, ma senza autorizzazione papale)[7]

## Statistiche
La diocesi nel 1948 su una popolazione di 4.000.000 di persone contava 52.000 battezzati, corrispondenti all'1,3% del totale.
| anno | popolazione | popolazione | popolazione | presbiteri | presbiteri | presbiteri | presbiteri                | diaconi | religiosi | religiosi | parrocchie |
| anno | battezzati  | totale      | %           | numero     | secolari   | regolari   | battezzati per presbitero | diaconi | uomini    | donne     | parrocchie |
| ---- | ----------- | ----------- | ----------- | ---------- | ---------- | ---------- | ------------------------- | ------- | --------- | --------- | ---------- |
| 1948 | 52.000      | 4.000.000   | 1,3         | 53         | 53         |            | 981                       |         | 35        | 121       |            |